# Die Zeit
Die Zeit (bokstavligen ”tiden” på tyska) är en rikstäckande tysk veckotidning som utgavs första gången 21 februari 1946. Sedan 1 juli 1996 ges tidningen ut av Zeit Verlag, som sedan 2009 är hälftenägt av Verlagsgruppe Georg von Holtzbrinck respektive DvH Medien (Dieter von Holtzbrinck Medien GmbH). Die Zeit räknas idag som en europeisk kvalitetstidning. Tidningen utkommer varje torsdag och dess ansvariga utgivare är Josef Joffe och fram till den 10 november 2015 även Helmut Schmidt som avled denna dag.
Die Zeits utgivningsort är Hamburg. De har även redaktionskontor i Baden, Berlin, Bryssel, Dresden, Frankfurt am Main, Moskva, New York, Paris, Istanbul, Washington, D.C. och Wien. Därutöver har de korrespondenter som arbetar i New Delhi, Peking, Tel Aviv, London och Rom. Tidningens politiska tillhörighet är liberal, men den står oberoende gentemot politiska partier och rörelser.

## Historia

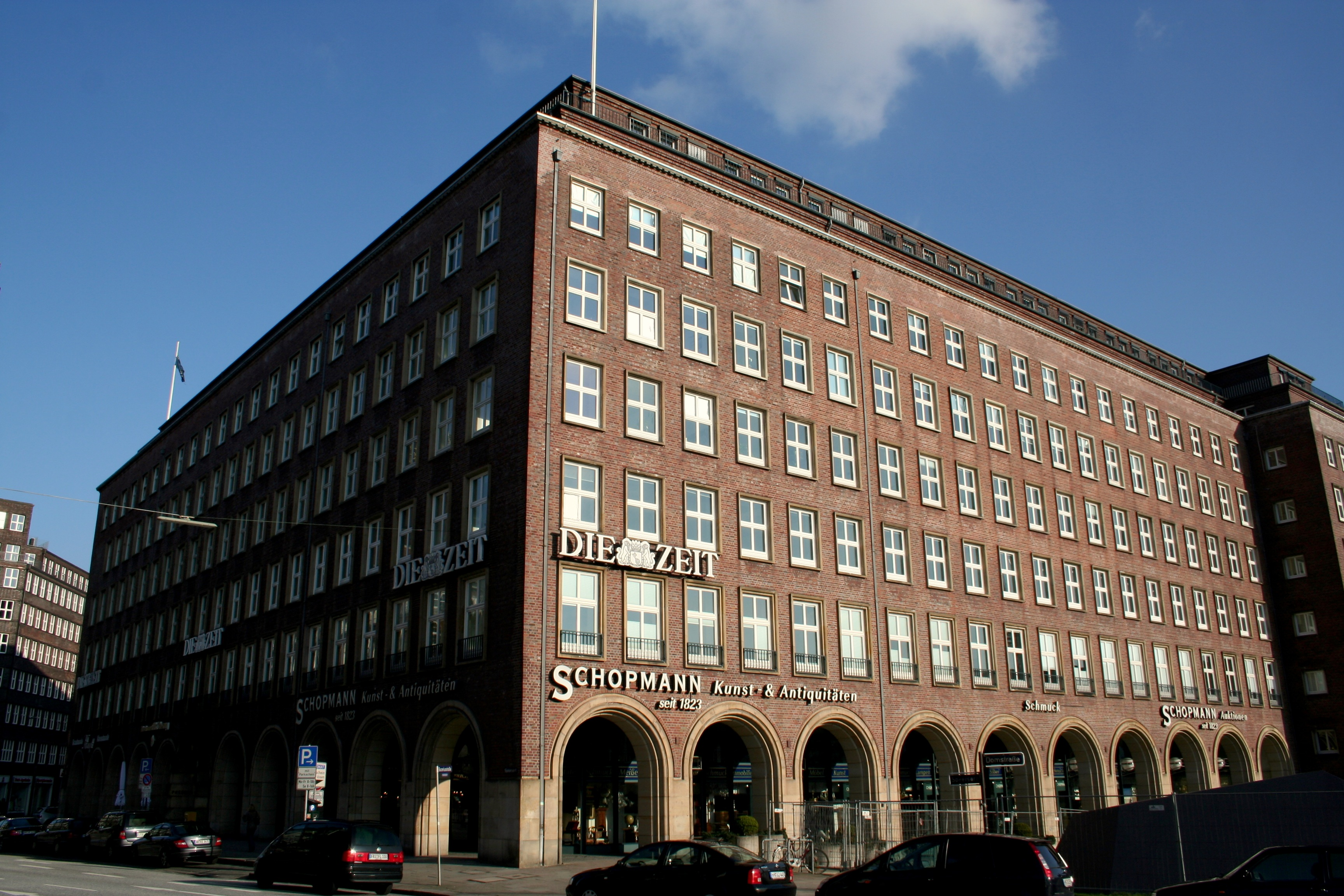
Presshuset i Hamburg.

Die Zeits första nummer trycktes i Hamburg 21 februari 1946 i 25000 exemplar. Den första tidningen bestod av åtta sidor och kostade 40 pfennig. De första ansvariga utgivarna var Gerd Bucerius, Lovis H. Lorenz, Richard Tüngel och Ewald Schmidt di Simoni, vars planer på att starta en borgerlig tidning påbörjats under Andra världskrigets senare del. Ernst Samhaber utsågs till tidningens första chefredaktör.
Under 1950-talet drabbades tidningen av interna konflikter, vilket löstes 1957 då juristen och den ursprungliga redaktionsmedlemmen Gerd Bucerius övertog ägarskapet. 1 mars 1956 blev Marion Gräfin Dönhoff en del av redaktionen och kom att ha en stor påverkan på tidningen fram till sin död 2002. Tidningen hade ursprungligen en konservativ prägel, men hade under 1960-talets påbörjat en utveckling mot den nuvarande liberala inriktningen. Allt efter att en ny generationen journalister tog över riktades ofta kritik mot auktoritära tendenser i det västtyska samhället, vilket gjorde tidningen populär. Upplagan steg från 48000 exemplar till 244000 mellan 1957 och 1968 och 1963 övertog de Christ und Welts plats som Västtysklands största veckotodning. 1983 tillträdde den tidigare förbundskanslern Helmut Schmidt som ansvarig utgivare, vilket han var fram till sin död 2015. 1996 lanserade tidningen sin webbupplaga.

### Chefredaktörer
- 1946: Ernst Samhaber
- 1946–1955: Richard Tüngel
- 1957–1968: Josef Müller-Marein
- 1968–1972: Marion Gräfin Dönhoff
- 1973–1992: Theo Sommer
- 1992–1997: Robert Leicht
- 1997–2001: Roger de Weck
- 2001–2004: Josef Joffe och Michael Naumann
- 2004-nutid: Giovanni di Lorenzo

## Utseende
Tidningens titeltext och logotyp skapades 1946 av den österrikiska jugendkonstnären Carl Otto Czeschka. Den ursprungliga versionen av Czeschkas logotyp bestod av Hamburgs vapensköld och två lejon. Till skillnad från Hamburgs officiella vapensköld hade logotypen en öppen port samtidigt som påfågelfjädrarna var försedda med små hjärtan. Trots skillnaderna ansåg Hamburgs senat det vara "missbruk av emblem" att använda en så snarlik symbol. Till tidningens nittonde nummer ändrades därför logotypen, som med tillstånd av Bremens borgmästare istället fick en sköld snarlik den som förekommer i Bremens stadsvapen, vilken bestående av en nyckel och en gyllene krona. Idag används logotypen för hela förlagsgruppen.
I dagsläget använder Die Zeit typsnittet Tiemann-Antiqua för rubriker och Garamond för brödtext.